# Pau III
Pau III és el nom que va adoptar el cardenal Alessandro Farnese en ser escollit Papa. Alessandro provenia de la família noble dels Farnese, que tenien moltes terres al voltant del llac Bolsena. Va estudiar a Roma amb Pomponio Leto i a Florència, al palau de Lorenzo de Medici, on va conèixer el futur Papa Lleó X. La seva carrera eclesiàstica va començar el 20 de setembre de 1493, quan el Papa Alexandre VI, que era amant de la seva germana, Giulia Farnese, el va nomenar cardenal. Va ser bisbe d'Òstia i de Parma i va tenir quatre fills bastards amb una noble romana, que va legitimar Juli II.
Va sortir escollit en el conclave del 1534, sent el primer Papa nascut a Roma des de Martí V, cosa que va provocar l'entusiasme del poble romà. Va ser coronat el 3 de novembre.
Pau III va ser un papa nepotista, contribuint a l'engrandiment de la seva pròpia família, nomenat cardenals a dos dels seus nets Guido Ascani Sforza i Alessandro Farnese, que només tenien 16 i 14 anys, cosa que va provocar un escàndol. A més, va reunir els territoris de Parma i Piacenza per formar un ducat pel seu fill Pier Luigi, que va provocar conflictes amb el governador de Milà i que van culminar amb l'assassinat del fill del Papa.
Pau va reformar la cort papal, va nomenar comissions per evitar abusos i va reformar la Cancelleria, la Penitenciaria i el Tribunal de la Rota Romana.
Amb motiu de l'evangelització del nou món, el juny del 1534 va escriure la butlla Sublimis Deus, defensant la racionalitat dels indígenes, declarant que els indis eren homes i tenien dret a la llibertat, a tenir possessions i dret a abraçar la fe de forma pacífica. Va ser mecenes d'artistes com Miquel Àngel, a qui va encarregar els frescos de la capella Sixtina.
El 1540 va aprovar la fundació de la Companyia de Jesús, i d'altres com la dels caputxins, barnabites i ursulines. El 1542 va establir el Sant Ofici, com a cambra d'apel·lació final contra casos d'heretgia, donant inici a la Inquisició Romana, convençut pel cardenal Gian Pietro Carrafa futur Papa Pau IV per instal·lar el tribunal. Va posar en marxa la creació del primer índex de llibres prohibits de l'Església Catòlica, que es publicaria el 1559 durant el pontificat de Pau IV. La seva oposició de les peticions d'Enric VIII d'Anglaterra li va costar separació de l'Església d'Anglaterra del Papat, que va quedar sota l'autoritat de la monarquia anglesa. Per protegir el Santuari de Loreto dels pirates sarraïns i, de retruc, obtenir ingressos per a les arques pontifícies, fundà en 1545 un orde militar, el Col·legi dels Cavallers de Loreto, per ingressar en el qual els nobles havien de pagar una quantitat de diners.

## El concili de Trento
El 2 de juny de 1536, Pau va intentar convocar un concili a Màntua, però es va topar amb l'oposició dels prínceps protestants i el rebuig del Duc de Màntua a assumir les responsabilitats de mantenir l'ordre, frustrant el pla.
Va intentar llavors, convocar un concili a Vincenza per l'1 de maig del 1538, però tampoc es va poder dur a terme.
En les constants disputes entre Francesc I de França i Carles V del Sacre Imperi Romanogermànic, va mantenir-se estrictament neutral malgrat la insistència de Carles que donés suport a l'Imperi sotmetent Francesc a la reprovació de l'Església. Pau III els va empènyer a sostenir una conferència a Niça, on es va firmar una pau de deu anys. Com a gest de bona voluntat, la neta de Pau III es va casar amb un príncep francès i l'emperador va entregar la seva filla Margarida d'Àustria perquè es casés amb Octavio Farnese, net del Papa.
El 18 de setembre del 1544 hi va tornar a haver guerra entre Francesc I i Carles V, però a Pau li va tornar la idea del concili, tanmateix els protestants repudiaven la idea d'un concili presidit pel Papa; per això Carles V va decidir sotmetre els prínceps a obediència per la força de les armes i Pau li va prometre 300.000 ducats i 20.000 soldats d'infanteria amb la condició que no pactés per separat amb els protestants ni hi arribés a acords perjudicials per a la fe o els drets de la Santa Seu.
Finalment 13 de desembre de 1545 el concili, que es va reunir a Trento, va celebrar la seva primera sessió. En set sessions realitzades fins al 3 de març del 1547 es van discutir les qüestions més importants de la fe i la disciplina, sense escoltar les opinions del bàndol protestant, que com que estava excomunicat no podia parlar. Es van discutir i formular les doctrines catòliques sobre les escriptures, el pecat original, la justificació i els sagraments.
Quan el concili estava concloent, la por d'una plaga a Trento va causar el trasllat del concili a Bolonya. Carles va demanar que la seu del concili tornés a territori alemany, però les deliberacions van continuar a Bolonya al 21 d'abril, quan el Papa, per evitar un cisma, va prorrogar el concili indefinidament.

## Mort
Pau III va morir sobtadament al palau del Quirinal a causa d'unes febres. Tenia vuitanta-dos anys. Va ser enterrat a la Basílica de Sant Pere en una tomba dissenyada per Miquel Àngel i construïda per Guglielmo della Porta.